# Jan Nepomuk Karel z Lichtenštejna
Jan Nepomuk Karel z Lichtenštejna (6. nebo 8. červenec 1724 – 22. prosinec 1748, Vyškov), německy: Johann Nepomuk Karl von Liechtenstein, byl lichtenštejnský kníže v letech 1732–1748.

## Život
Narodil se 8. července 1724 jako syn knížete Josefa Jana Adama. Dostal jméno Jan Nepomuk Karel Borromeus Josef František de Paula z Lichtenštejna. Když zemřel jeho otec, bylo mu teprve 8 let, a tak za něj vládl jako regent jeho příbuzný Josef Václav z Lichtenštejna. V roce 1744 se oženil s Marií Josefou z Harrachu-Rohrau.
Hlavou knížectví se stal o rok později, v roce 1745. Zemřel však tři roky poté, co se chopil vlády, ve věku 24 let, čímž se stal nejkratší dobu žijící i úřadující kníže lichtenštejnský. Jeho první dcera zemřela v 7 letech a jediný syn zemřel jako novorozenec. Dospělosti se dožila jen jeho třetí dcera, která se narodila již po Janově smrti. Byl pohřben v lichtenštejnské hrobce ve Vranově u Brna.

## Potomci
- Marie Anna (říjen 1745 – 27. dubna 1752)
- Josef Jan Nepomuk Xaver Gotthard Adam František de Paula Bedřich (5. května 1747 – 20. května 1747)
- Marie Antonie Josefa Terezie Valpurga (jako pohrobek 13. června 1749 – 28. května 1813) ∞ 1768 kníže Václav Paar[1]